# Пол Екане
Пол Екане (23 вересня 1990) — камерунський плавець.
Учасник Олімпійських Ігор 2012 року.